# Поле чудес (компьютерная игра)
«Поле чудес» — российская компьютерная игра для IBM-совместимых персональных компьютеров под управлением DOS, разработанная программистом Вадимом Башуровым в 1993 году. Игра является неофициальной компьютерной адаптацией одноимённой телепередачи.
Игра приобрела большую популярность среди российских игроков в 1990-х годах. В 2010-х годах были выпущены клоны данной игры для планшетов и смартфонов с Android и iOS, а также для Sega Mega Drive/Genesis.

## Игровой процесс

Игровой процесс «Поле чудес». Игрок выступает в роли «третьего игрока», а его соперники — Винни-Пух и Сова. В нижней части экрана находятся буквы алфавита, которые нужно выбирать

Как и в телевизионной игре «Поле чудес», задачей игрока является угадывание слова. Игроки поочерёдно вращают барабан, который имеет 16 секторов, от 5 до 25 очков, а также сектора х2 (удвоение очков) и сектор х4 (учетверение очков), отсутствующий в телевизионной игре. Игрок может назвать букву или слово целиком. Есть также сектор «плюс», позволяющий открыть любую букву, и сектор «приз», при попадании на который игрок может или продолжить игру, назвав букву, или забрать «приз», закончив игру. Есть также два специальных сектора «0» (переход хода, обозначен «кукишем») и «банкрот» (обнуление очков, обозначен черепом и костями). Игра проходит в три тура: четвертьфинал, полуфинал и финал. Для каждого тура ведущий (который очень похож на Леонида Якубовича и находится в маленьком окошке в нижнем правом углу экрана) объявляет тему, к которой относится угадываемое слово, не задавая никакого вопроса.
Сам игрок выступает только в роли «третьего игрока» и каждый раунд он начинает игру. Его соперниками являются разные персонажи из советских мультфильмов (герои мультфильма «Винни-Пух», а также Карлсон). Выигрывает игрок, правильно назвавший слово или отгадавший все буквы. При победе в финале игроку объявляют, что он выиграл приз (например, рулон туалетной бумаги или подтяжки для носков), для получения которого надо обратиться в редакцию передачи «Поле чудес» (игроку демонстрировался реальный адрес газеты «Поле чудес»). Разумеется, это было всего лишь шуткой разработчика. По воспоминаниям автора, в 1995 году в Нижнем Новгороде он случайно встретился с Леонидом Якубовичем, и тот рассказал, что редакцию телепередачи «Поле чудес» завалили письмами с просьбой выслать призы, выигранные в компьютерной игре.
Предпринимались попытки использования игры (с изменённой тематикой и словарём) в учебном процессе начальной школы для расширения словарного запаса учеников.

## Разработка и выпуск
Создатель игры — российский программист Вадим Башуров. В то время он жил в закрытом городе Арзамас-16 (позже переименованном обратно в Саров), а работал в РФЯЦ-ВНИИЭФ. В игре автор оставил свои контакты: адреса электронной почты и номер домашнего телефона.
Игру «Поле чудес» Вадим написал примерно за неделю, в свободное от работы время (по собственным словам, игру он посвятил любимой девушке). Для разработки использовался Turbo Pascal, который позволял делать inline функции на ассемблере, благодаря чему обеспечена приемлемая производительность. Вопросы быстродействия графики разрешались прямым обращением к видеопамяти. Видеопамять в игре используется даже для хранения данных.
Фоновая картинка была заимствована из игры Wolfenstein 3D, а портрет ведущего (Леонида Якубовича) нарисован по чёрно-белой фотографии, опубликованной в газете «СПИД-Инфо». Изображения участников были под рукой у Башурова, и он попиксельно их скопировал. База слов для отгадывания наполнялась на основании подручных материалов (на её заполнение ушло два дня), в том числе телефонного справочника ВНИИЭФ, из-за чего одной из тем являются фамилии коллег разработчика из «отдела 08».
Игра быстро «ушла в народ», распространившись как в России, так и среди русскоязычных пользователей в других странах (в том числе Израиле и США) копированием с компьютера на компьютер и через Fidonet. Автор получал множество звонков и писем от благодарных пользователей. Изначально игра распространялась бесплатно. Попытка коммерциализации игры, осуществлённая Башуровым через редакцию газеты «Поле чудес», не увенчалась успехом из-за сложной обстановки в стране в октябре 1993 года, а также широкого распространения бесплатной версии. Башуров получил только 500 долларов за попытку портирования игры на Dendy, которое так и не было доведено до конца.